# Cadex Defence
Cadex Defence est un fabricant d’armes à feu canadien basé à Saint-Jean-sur-Richelieu, au Québec. Il produit des fusils à verrou haut de gamme, des fusils de précision pour tireurs d'élite, des châssis de fusils et des accessoires de défense.

## Histoire
La société a été fondée en 1994 sous le nom de Cadex. À l’origine, elle était spécialisée dans les équipements de test de casques et de lunettes,. En 2000, après avoir obtenu un certain nombre de commandes d’unités militaires et de services de police, elle a créé la division de la défense.
Cadex Defence a travaillé avec Remington Arms pour créer le châssis Remington RACS pour M2010 Enhanced Sniper Rifle, une révision moderne du fusil Remington 700. La société propose un châssis similaire à celui de Remington RACS sous le nom de Cadex Dual Strike.
Le 8 mai 2019, un contrat de 2 millions de dollars canadiens a été attribué à Cadex Inc. pour la livraison de 300 appareils monoculaires de vision nocturne pour la Réserve de l'Armée canadienne.

## Produits

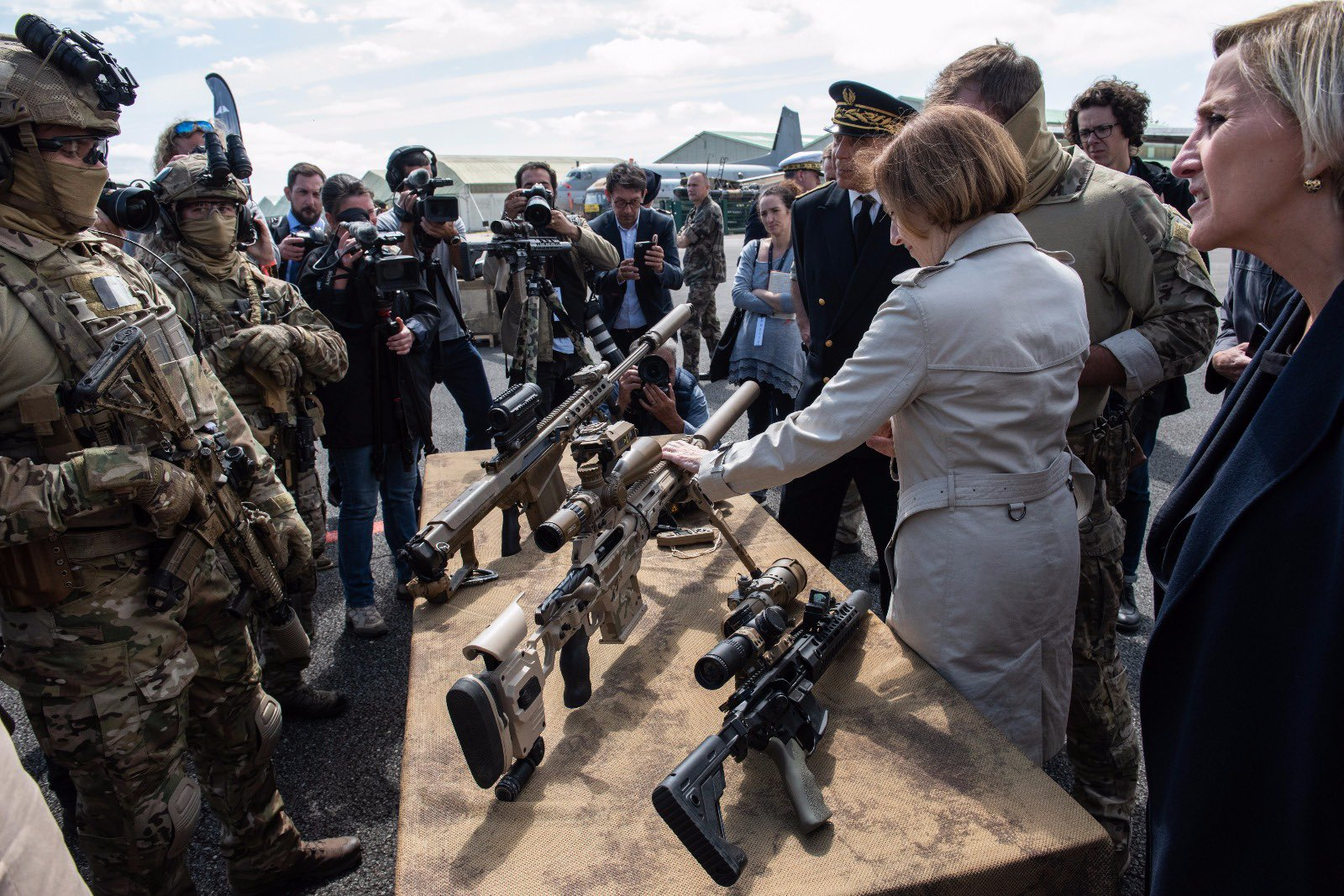
La ministre des Armées française Florence Parly examine un Cadex CDX-40 lors d’une visite en 2019 dans les unités du Commandement des opérations spéciales à Pau.

Cadex Defence produit le fusil multi-calibre CDX-MC Kraken, qui est basé sur le châssis Cadex Dual Strike.
La société produit également des fusils CDX-40 Shadow. Depuis 2019, ces fusils sont utilisés par les tireurs d’élite à longue portée de l’unité 1er RPIMa des forces spéciales françaises,. Les fusils sont chambrés en .408 Cheyenne Tactical.
Le CDX-50 Tremor est une carabine de précision à ultra-longue portée à verrou en calibre .50 BMG (12,7 × 99 mm OTAN). Elle dispose d’une énorme puissance tout en conservant un recul gérable.
Au salon des Forces spéciales (Sofins) 2025 organisé au camp militaire de Souge à Martignas-sur-Jalle (Gironde), son importateur français, la société Munitique, a présenté le fusil anti-matériel CDX-X60 en calibre 14,5 × 114 mm. L’arme, qui n’est pas encore commercialisée, serait capable de transpercer un blindé léger à trois kilomètres. Le choix d’un calibre non standard OTAN, mais russe, est jugé « pertinent » par Munitique dans le cadre du conflit en cours en Ukraine. Le fusil de précision est aussi proposé en calibre 12,7 x 114 mm UA. Il est long de 178 cm et son chargeur a une capacité de 4 cartouches dans les deux calibres proposés.
Les fusils Cadex Defence utilisent généralement des canons de la société américaine Bartlein Barrels. À part cela, leur équipement est entièrement fabriqué au Canada.